# El Vilar
El Vilar (prononcé en catalan : /əɫ βiˈɫa/, et localement : /eɫ βiˈla/) est un village d'Andorre situé dans la paroisse de Canillo, qui comptait 8 habitants en 2021.